# 妄想性パーソナリティ障害

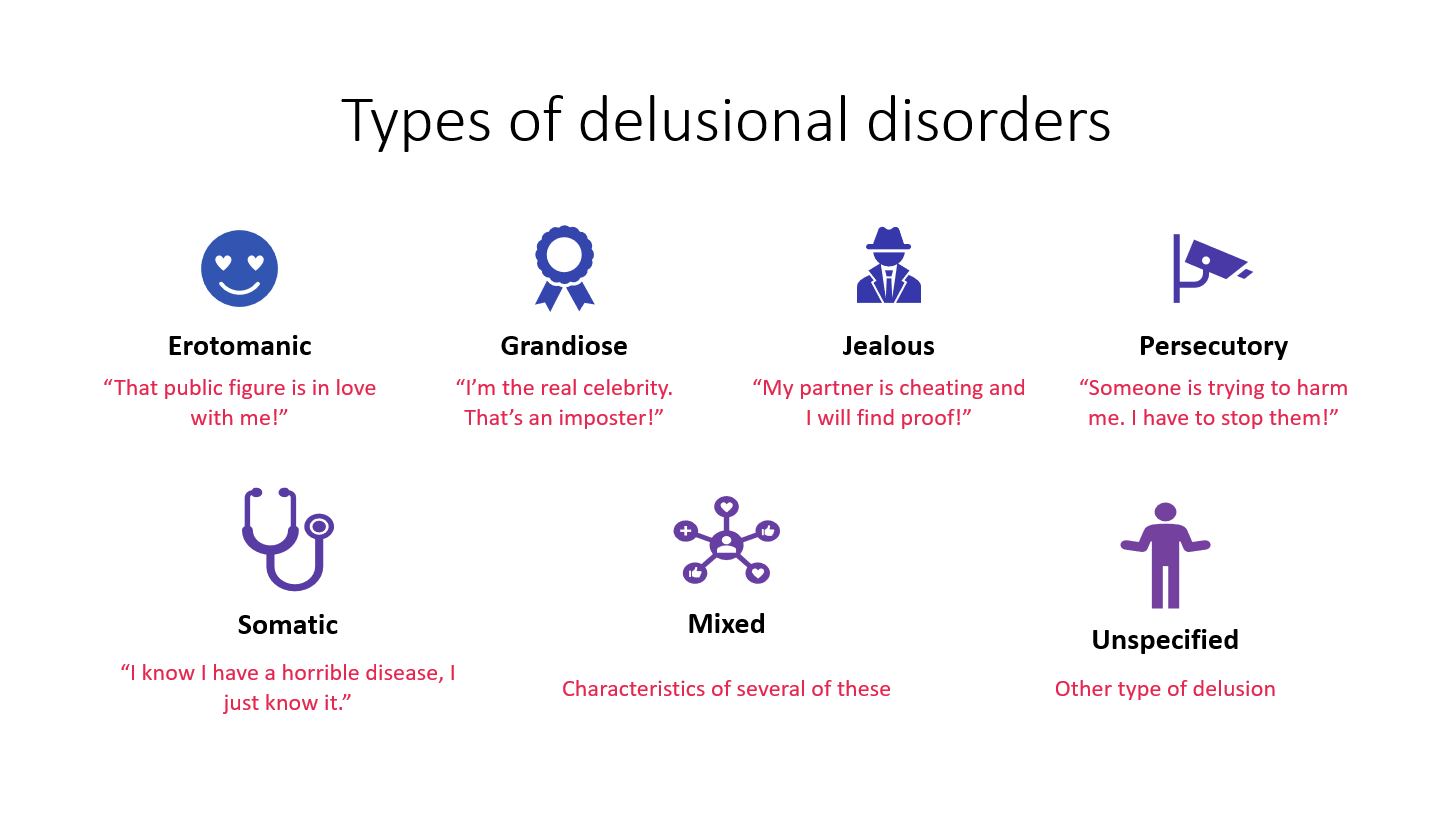
被害妄想

妄想性パーソナリティ障害（もうそうせいパーソナリティしょうがい、英語: Paranoid personality disorder ; PPD）とは、猜疑（さいぎ）性パーソナリティ障害とも呼ばれる、何ら明確な理由や根拠なく、あるいは何の関係もないほんの少しの出来事から勝手に曲解して、人から攻撃される、利用される、陥れられるといった不信感や疑念から、病的に激しく疑い、広く対人関係に支障をきたすパーソナリティ障害の一類型である。すぐに怒って反撃したり、周りの人間を支配したり、好訴的に訴訟することもある。

## 特徴
他人の行動に悪意があるのではないかと歪曲して受け止める傾向がある。普通で友好的な他人の行動であっても、しばしば敵対的や軽蔑的なものと誤って解釈されてしまう。本人の権利が理解されていないという信念に加えて、パートナーの貞操や貞節に関する根拠の無い疑いであっても、頑固に理屈っぽく執着する。そのような人物は、過剰な自信や自己指示を誇大にする傾向がある。
証拠がまったくないのに攻撃されていると感じたり、些細な過失を故意の攻撃だと感じ、すぐに怒って反撃したり、その恨みは決して忘れずいつまでも許さない。人と仲良くするのが難しく、自分の配偶者であっても誠実さを疑い、そのような考えを裏付けるような証拠を集める。好戦的で疑い深いため、議論っぽさ、控えめな敵意、秘密主義的で、冷たい感じを人に与える結果、他人から攻撃的な反応を引き出し、自分の妄想が確かめられたと感じる。 他人を信頼できず自立感を必要としており、周りの人間を支配する必要に駆られている。好訴的に訴訟することもある。

### 独裁者の病
この障害は強大な権力を持つ、特に一代で成り上がった絶対権力者に多く、独裁者の病であることが知られている。独裁者は常に他人に蹴落とされる可能性（それも命を失う可能性）を秘めており、部下を常時監視する必要がある。成り上がりの独裁者は自分が独裁者になる過程で、前の支配者を謀略で失脚させるようなことをしていたり、自身の暗殺計画が発覚したり、実行されたりすれば、より部下を信用することができなくなり（周りにいる部下は自分と同等以上の野心家である）、さらに命を狙われる可能性がある。そのため元々の性格はそのような兆候のない者でも、成り上がった独裁者は必然的に妄想性パーソナリティ障害を形成し、そのような特徴を示さない独裁者の方が少ない（例：ヨシフ・スターリン、アドルフ・ヒトラー）。なお普通の巨大な会社の社長や、巨大宗教団体の教祖にも見受けられる。（参考文献：岡田尊司『パーソナリティ障害』PHP新書）

## 診断基準

### DSM-IV-TR
A. 他人の動機を悪意のあるものと解釈するといった、広範な不信と疑い深さが成人早期までに始まり、種々の状況で明らかになる。以下の4つ（またはそれ以上）によって示される。

1. 十分な根拠もないのに、他人が自分を利用する、危害を加える、またはだますという疑いを持つ。
2. 友人または仲間の誠実さや信頼を不当に疑い、それに心を奪われている。
3. 情報が自分に不利に用いられるという根拠のない恐れのために、他人に秘密を打ち明けたがらない。
4. 悪意のない言葉や出来事の中に、自分をけなす、または脅す意味が隠されていると読む。
5. 恨みをいだき続ける。つまり、侮辱されたこと、傷つけられたこと、または軽蔑されたことを許さない。
6. 自分の性格または評判に対して他人にはわからないような攻撃を感じ取り、すぐに怒って反応する。または逆襲する。
7. 配偶者または性的伴侶の貞節に対して、繰り返し道理に合わない疑念を持つ。

また診断基準Bが、統合失調症や、精神病性の障害、一般身体疾患によるものではないことを要求している。
なお、パーソナリティ障害の診断は、特定のパーソナリティの特徴が成人期早期までに明らかになっており、薬物やストレスなど一過性の状態とも区別されており、臨床的に著しい苦痛や機能の障害を呈している必要がある。